# Leptofoenus peleciniformis
Leptofoenus peleciniformis är en stekelart som beskrevs av Smith 1862. Leptofoenus peleciniformis ingår i släktet Leptofoenus och familjen puppglanssteklar. Inga underarter finns listade i Catalogue of Life.